# Přání smrti
Přání smrti (v anglickém originále Death Wish) je americký akční film z roku 1974. Režisérem filmu je Michael Winner. Hlavní role ve filmu ztvárnili Charles Bronson, Hope Lange, Vincent Gardenia, William Redfield a Steven Keats.

## Obsazení
| Charles Bronson   | Paul Kersey    |
| Hope Lange        | Joanna Kersey  |
| Vincent Gardenia  | Frank Ochoa    |
| William Redfield  | Sam Kreutzer   |
| Steven Keats      | Jack Toby      |
| Stuart Margolin   | Ames Jainchill |
| Stephen Elliott   | komisař        |
| Kathleen Tolan    | Carol Toby     |
| Christopher Guest | Jackson Reilly |
| Jeff Goldblum     |                |
| Olympia Dukakis   |                |
| Paul Dooley       |                |